# San Isidro (Surigao du Nord)
Pour les articles homonymes, voir San Isidro.
San Isidro  (en surigaonon Lungsod nan San Isidro ; en tagalog : Bayan ng San Isidro) est une municipalité de la province de Surigao du Nord, dans l'île de Siargao, aux Philippines.
Sa population s'élève à 8 519 habitants lors du recensement de 2020.

## Géographie
San Isidro est située au nord-est  de l'île de Siargao, au bord de la mer des Philippines. 
|                        | Santa Monica |                     |
| San Benito, Del Carmen | San Isidro   | mer des Philippines |
|                        | Pilar        |                     |

D'une superficie totale de 42,03 kilomètres carrés, elle est divisée en 12 barangays : 
- Buhing Calipay
- Del Carmen
- Del Pilar
- Macapagal
- Pacifico
- Pelaez
- Roxas
- San Miguel
- Santa Paz
- Santo Niño
- Tambacan
- Tigasao

## Histoire
Ancien barangay de Del Carmen, San Isidro acquiert le statut de municipalité en 1960.